# Diamonds on the Inside
 (novembre 2017).
Si vous disposez d'ouvrages ou d'articles de référence ou si vous connaissez des sites web de qualité traitant du thème abordé ici, merci de compléter l'article en donnant les références utiles à sa vérifiabilité et en les liant à la section « Notes et références ».
Albums de Ben Harper
Live from Mars
(2001) There Will Be a Light
(2004)
Singles
1. With My Own Two Hands
Sortie : 2002
2. Diamonds on the Inside
Sortie : 21 avril 2003

Diamonds on the Inside est un album du guitariste et auteur-compositeur-interprète américain Ben Harper, sorti en 2003.

## Présentation
Bien que, pour la première fois en 10 ans, Ben Harper n'ait pas explicitement crédité le groupe qui l'accompagne habituellement, The Innocent Criminals, tous les membres de celui-ci continuent à le soutenir sur l'album.
Par ailleurs, pour cet album, Harper apporte plusieurs nouveaux membres à son groupe, le premier étant le guitariste Nicky Panicci (alias Nicky P), en 2002, qui est le premier guitariste crédité sur un disque de Ben Harper. Panicci effectue la tournée Diamonds on the Inside avec Harper pendant près d'un an.
Après avoir quitté le groupe de Harper de son propre chef, Panicci est remplacé par Marc Ford, ancien membre des Black Crowes.

## Liste des titres
Toutes les chansons sont écrites et composées par Ben Harper, sauf indication contraire.
| 1.    | With My Own Two Hands                            |                                                                    | 4:35 |
| 2.    | When It's Good                                   |                                                                    | 3:04 |
| 3.    | Diamonds on the Inside                           |                                                                    | 4:27 |
| 4.    | Touch From Your Lust                             |                                                                    | 4:27 |
| 5.    | When She Believes                                |                                                                    | 5:20 |
| 6.    | Brown Eyed Blues                                 | Ben Harper, Juan Nelson                                            | 5:42 |
| 7.    | Bring the Funk                                   | Oliver Charles, Ben Harper, Greg Kurstin, Leon Mobley, Juan Nelson | 4:08 |
| 8.    | Everything                                       |                                                                    | 3:03 |
| 9.    | Amen Omen                                        |                                                                    | 5:51 |
| 10.   | Temporary Remedy                                 |                                                                    | 3:11 |
| 11.   | So High So Low                                   |                                                                    | 3:44 |
| 12.   | Blessed to Be a Witness                          |                                                                    | 4:12 |
| 13.   | Picture of Jesus (feat. Ladysmith Black Mambazo) |                                                                    | 5:48 |
| 14.   | She's Only Happy in the Sun                      | Dean Butterworth, Ben Harper                                       | 3:56 |
| 61:27 |                                                  |                                                                    |      |

| Titre bonus - Édition Japon (Virgin Records, 19 mars 2003), | Titre bonus - Édition Japon (Virgin Records, 19 mars 2003), | Titre bonus - Édition Japon (Virgin Records, 19 mars 2003), | Titre bonus - Édition Japon (Virgin Records, 19 mars 2003), | Titre bonus - Édition Japon (Virgin Records, 19 mars 2003), | Titre bonus - Édition Japon (Virgin Records, 19 mars 2003), | Titre bonus - Édition Japon (Virgin Records, 19 mars 2003), | Titre bonus - Édition Japon (Virgin Records, 19 mars 2003), | Titre bonus - Édition Japon (Virgin Records, 19 mars 2003), | Titre bonus - Édition Japon (Virgin Records, 19 mars 2003), |
| No                                                          | Titre                                                       | Durée                                                       |                                                             |                                                             |                                                             |                                                             |                                                             |                                                             |                                                             |
| ----------------------------------------------------------- | ----------------------------------------------------------- | ----------------------------------------------------------- | ----------------------------------------------------------- | ----------------------------------------------------------- | ----------------------------------------------------------- | ----------------------------------------------------------- | ----------------------------------------------------------- | ----------------------------------------------------------- | ----------------------------------------------------------- |
| 15.                                                         | With My Own Two Hands (Dub Brothers remix)                  | 3:51                                                        |                                                             |                                                             |                                                             |                                                             |                                                             |                                                             |                                                             |
| 65:12                                                       |                                                             |                                                             |                                                             |                                                             |                                                             |                                                             |                                                             |                                                             |                                                             |

## Crédits
| - Ben Harper : orgue, guitare folk, basse, batterie, guitare électrique, chant, synthétiseur - Greg Kurstin : synthétiseur, piano, célesta, orgue Hammond, piano électrique, clavinet, mellotron, chœurs - Leon Mobley : percussions, effets sonores, chœurs - Nicky Panicci (alias Nicky P.) : guitare acoustique, guitare électrique, guitare - Juan Nelson : basse, chœurs - Greg Leisz : pedal steel guitar - Marc Ford : guitare - Jason Yates : claviers - Ladysmith Black Mambazo : chant - Al Yasha Anderson : guitare solo sur With My Own Two Hands - Ron Blake : trompette - David Ralicke : trombone - Leo Chelyapov : clarinette - Josef Zimmerman : contrebasse - Timothy Loo, Rebecca Yeh : violoncelle - Darrel Sims : alto - Amy Wilkins : harpe - Carla Benson, John Ingram, Misty Love : chœurs | - Production : Ben Harper - Ingénierie : Todd Burke, Rick "Soldier" Will - Ingénierie (assistants) : Kevin Dean, June Murakawa - Mixage : Todd Burke - Mastering : Gavin Lurssen - Arrangements : Ben Harper, Greg Kurstin - Assistants : Josh Florian, Rail Jon Rogut - Photographie : Summer Comstock, Blue Sky, Jon Shapiro, Warren Darius Aftahi, Bunni Lezak - Artwork, design : Mike King |

## Classements et certifications
| Pays             | Meilleure position | Semaines classées |
| ---------------- | ------------------ | ----------------- |
| Australie        | 2                  | 29                |
| Belgique         | 8                  | 10                |
| Canada           | 8                  | 1                 |
| États-Unis       | 19                 | 23                |
| France           | 2                  | 90                |
| Italie           | 1                  | 37                |
| Nouvelle-Zélande | 2                  | 37                |
| Portugal         | 10                 | 5                 |
| Suisse           | 3                  | 26                |

| Région                                                                                                 | Certification | Ventes/Streams |
| --- | ------------- | -------------- |
| Australie (ARIA)                                                                                       | 2 × Platine   | 70 000^        |
| Canada (Music Canada)                                                                                  | Or            | 50 000^        |
| France (SNEP)                                                                                          | Platine       | 300 000*       |
| Italie (FIMI)                                                                                          | Platine       | 100 000*       |
| Nouvelle-Zélande (RMNZ)                                                                                | 2 × Platine   | 15 000^        |
| Suisse (IFPI)                                                                                          | Or            | 20 000x        |
| *Ventes selon la certification ^Mise en rayon selon la certification xNon précisé par la certification |               |                |